# Vikuňa
Vikuňa, nebo lama vikuňa (Vicugna vicugna) je divoký druh lamy žijící ve vysokých Andách jižního Peru a Bolívie a v severních oblastech Argentiny a Chile. Je považována za předka alpaky. Většina zvířat je chráněna a chová se i v rozsáhlých přírodních rezervacích a v oplocených oborách, jako je např. Kala-Kala v Peru. Určitý počet zvířat se chová na výzkumných stanicích v polodomestikovaném stavu. Byly popsány dva geografické poddruhy, Vicugna vicugna vicugna Molina 1782 je větší a světlejší barvy než V. v. mensalis Thomas 1917. Ta postrádá na rozdíl od V. v. vicugna chomáč chlupů na hrudi. Populace vikuň ve volné přírodě se odhaduje na přibližně 350 000 jedinců (stav k roku 2018).

## Popis
Vikuňa patří svým vzrůstem mezi nejmenší lamy, dosahuje výšky 96 cm a hmotnosti 45–55 kg. Je to půvabné, velmi čilé zvíře. Má malou hlavu s velkýma očima, dlouhý a tenký krk. Končetiny jsou dlouhé, hrudník je hluboký, břicho vtažené a záď menší. Srst je velmi krátká, 2 až 3 cm dlouhá, zlatohnědé barvy. L. v. mensalis má chomáč delších bílých chlupů na hrudi. Doba březosti činí 330 až 350 dnů.
Vikuňa je velmi prudce reagující zvíře a může na krátkou vzdálenost běžet rychlostí až 60 km/h. Výtěžnost srsti je asi 150 g ročně. Rouno se považuje za nejkvalitnější na světě. Je dvojího druhu, podobně jako u lamy divoké. Jemná podsada je hnědožluté barvy a hrubší pesíky mají cihlově červený odstín. V období vlády Inků se každé čtyři roky pořádal obrovský hon na vikuně a divoké lamy. Zvířata se ostříhala a znovu se vypustila. Hrubší srst z lamy divoké se rozdělila mezi lid a jemná srst z vikuní patřila Inkovi. Maso ze zvířat, která byla zabita při honu, bylo rozdáno lidu. Ze srsti se vyrábějí jemné látky, v dřívějších dobách byly vyhrazeny pouze pro šlechtu.
Maso vikuní má charakter zvěřiny, svalstvo obsahuje vysoké procento myoglobinu, a proto má tmavší barvu než u domestikovaných druhů. Kůže je velmi ceněná a užívá se k výrobě luxusního koženého zboží, jako jsou kabelky, peněženky aj. Zajímavostí je takřka konstantní pH mléka vikuní, tedy 7.[zdroj?]

## Strava
Dávají přednost oblastem bohatým na pastvu a se zdroji vody. Živí se bylinami a některými sukulentními rostlinami.

## Chov v zoo
Vikuňa je v Evropě chována ve více než 60 zoo. V Česku se jedná o osm zoo:
- Zoo Brno
- Zoo Děčín
- Zoo Liberec
- Zoo Olomouc
- Zoo Ostrava
- Zoo Plzeň
- Zoo Praha
- Zoo Zlín